# Котовский, Людвиг Иванович
Лю́двиг Ива́нович Кото́вский — украинский советский архитектор.
Переехал в Донецк (тогда ещё Сталино) из Одессы.

## Работы

### Дом Красной Армии
Дом Красной Армии (архитектор Л. И. Котовский) был построен в старой части улицы Артёма напротив Главпочтамта. В нём планировалось открыть музей армии. Вероятно был разрушен во время Великой Отечественной войны.

### Дом Советов

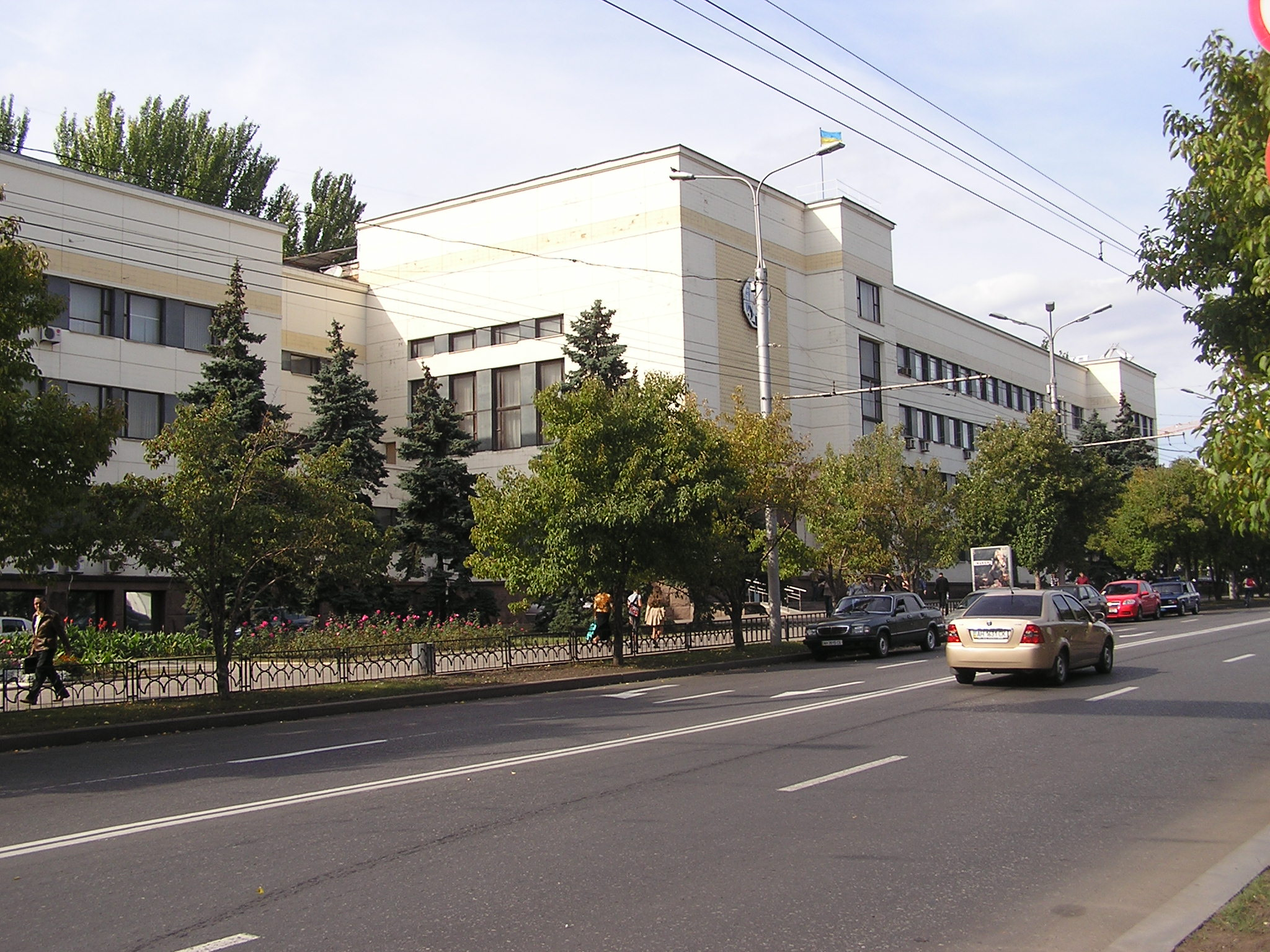
Здание Ворошиловского райисполкома

Здание Ворошиловского райисполкома является старейшим на площади Ленина. Его построили в 1929 году как Дом Советов. С его строительства началось формирование архитектурного ансамбля площади Ленина.
В 1934 году здание отреставрировал архитектор Н. И. Порхунов. Работы по реконструкции были приурочены к семнадцатой годовщине Великой Октябрьской социалистической революции. Во время реконструкции полностью изменили отделку здания и достроили четвёртый этаж.

### Здание госучреждений

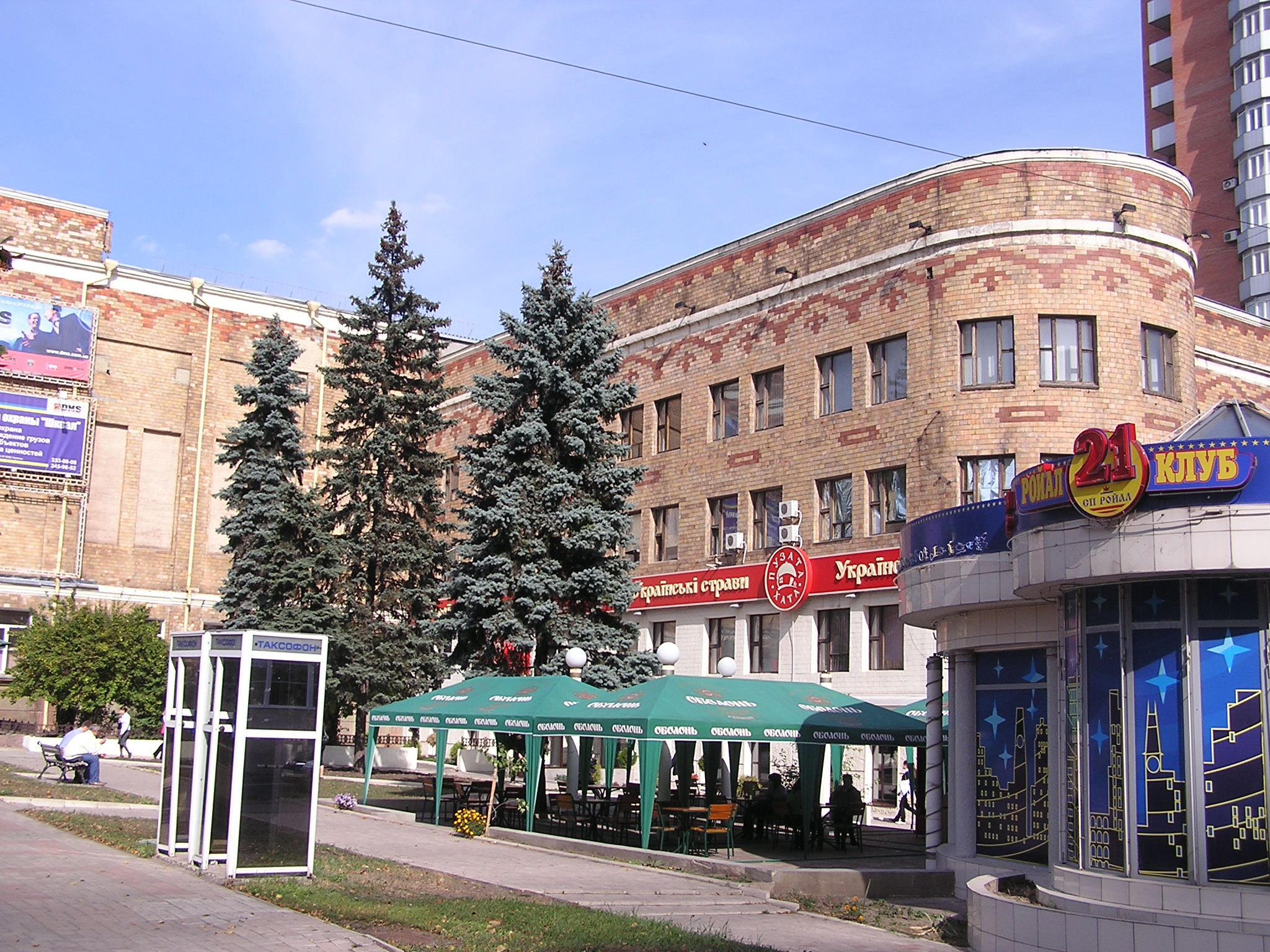
Здание донецкой областной филармонии

Здание, в котором располагается концертный зал Донецкой областной филармонии имени Сергея Прокофьева строилось как зеркальная копия здания Ворошировского райисполкома — эти здания похожи в плане, но отличаются оформлением. Здание построено в 1930-е годы Южжилстроем и называлось «здание госучреждений». Его спроектировал архитектор Людвиг Иванович Котовский. После Великой Отечественной войны здание госучреждений значительно перестроили.

### Донецкий национальный академический театр оперы и балета имени А. Б. Соловьяненко

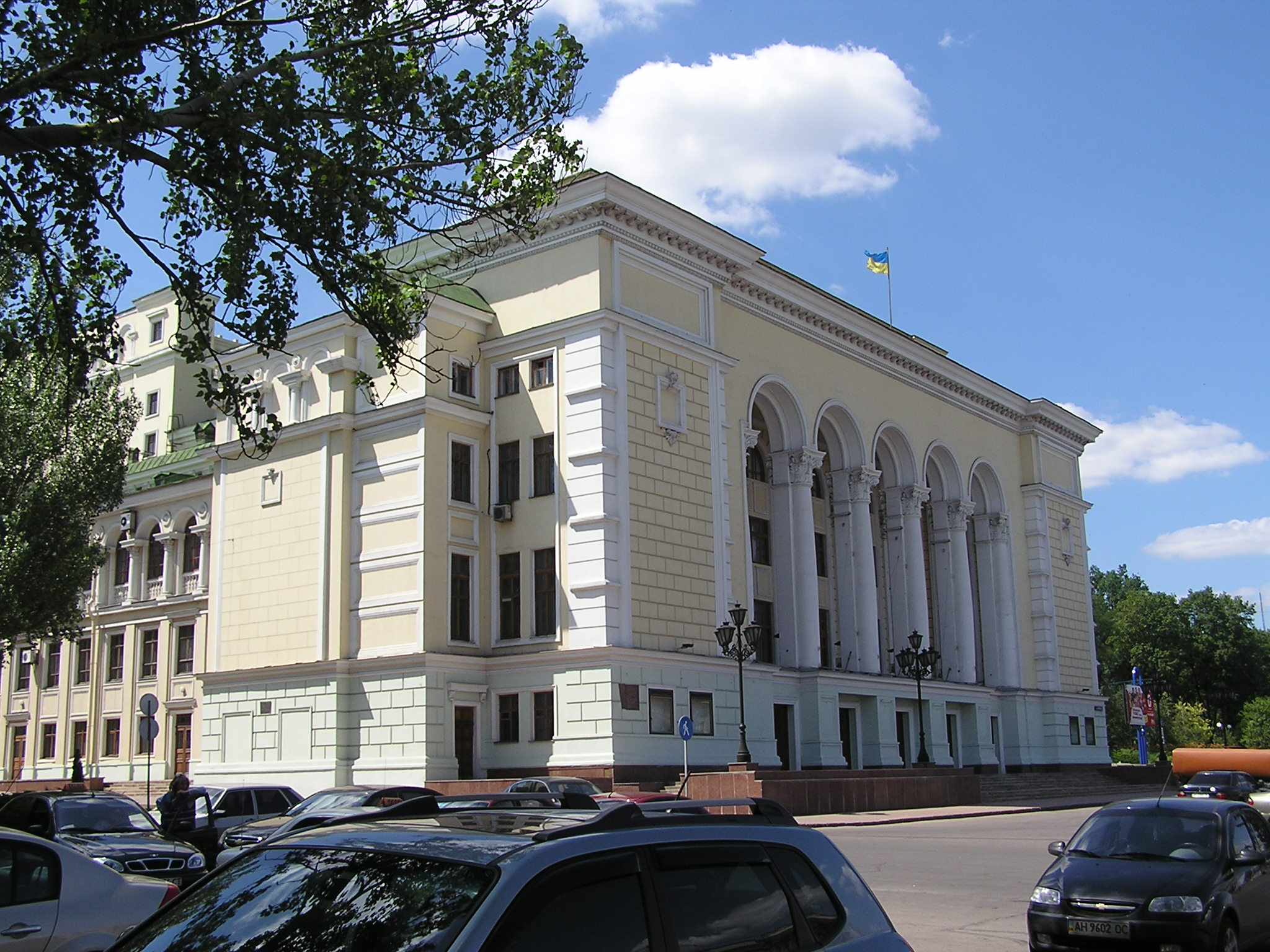
Здание донецкого театра оперы и балета

Здание Донецкого национального академического театра оперы и балета имени А. Б. Соловьяненко выполнено классическом стиле по проекту архитектора Людвига Ивановича Котовского. Памятник архитектуры регионального значения.
В 1936 году в связи с реконструкцией Сталино было начато строительство здания театра оперы и балета, которое первоначально было спроектировано под драматический театр. Главным архитектором строительства был Людвиг Иванович Котовский, а общее руководство стройкой было назначено Соломону Давидовичу Кролю. Во время стройки было принято решение, что здание будет отдано театру оперы и балета, так как у драматического театра было своё помещение, после чего в проект были внесены соответствующие изменения.
Котлован под театр был выкопан лопатами вручную, причём он был глубоким, так как был рассчитан на подземные гаражи (в этих помещениях в дальнейшем расположились производственные цеха). Строительством руководили прорабы Н. К. Милютин и Г. И. Щапов. На строительство театра было выделено 6,2 миллиона советских рублей, но этой суммы не хватило и сметная стоимость была увеличена до 9 256 200 рублей. Открытие планировалось сделать 23 февраля 1941 года к Дню Красной армии, но к этому сроку не успели и перенесли открытие на 12 апреля 1941 года, посвятив его Первомаю.
Перед открытием театра в местной газете были опубликовано стихотворение в честь архитектора:
Котовского благодарим

Красив, наряден, строг и ярок

Театр, сооруженный им,

Его предпраздничный подарок.

Ты вдохновенный труд вложил

В скупые линии проекта

И благодарность заслужил

От нас, товарищ архитектор!
Главный фасад театра с лоджией имеет высоту около тридцати метров обращён к площади. Из-за расположения театра на оси Театрального проспекта, к нему организован удобный подход. Интерьеры и фасады имеют богатую пластическую выразительность. Облицовка и работы по мрамору выполнены мастерами из Ростова-на-Дону, скульптуры — мастерами из Киева. Открытие состоялось 21 апреля 1941 года.
Между зданием театра и левобережными склонами и водным зеркалом Нижнекальмиусского водохранилища имеются широтные пространственные связи, идущие вдоль Театрального проспекта — поперечной оси Театральной площади.